# Attica

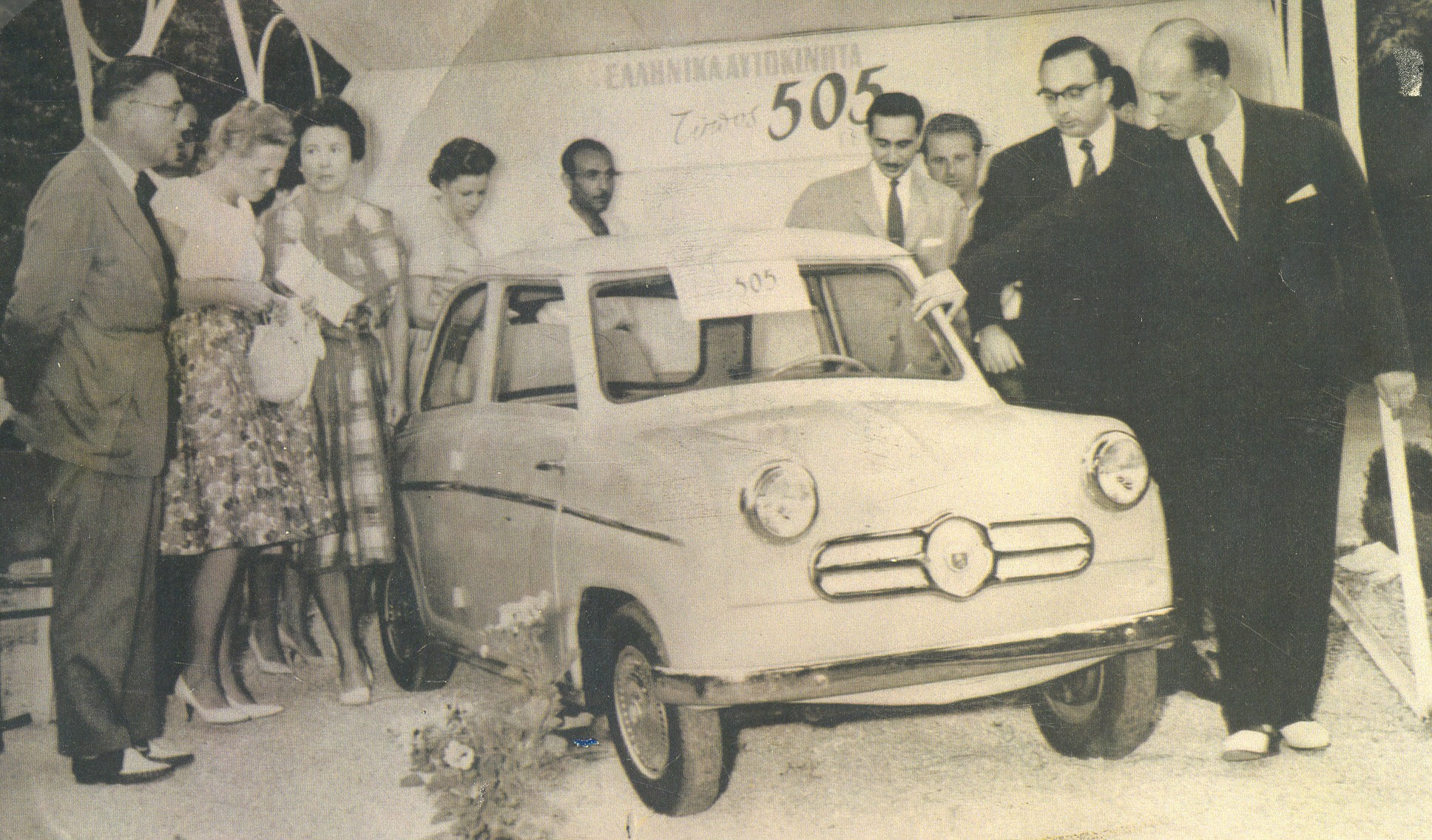
«Dimitriadis 505» (1958). Машина выставлялась на Trade Fair; Димитриадис (справа от машины, в очках) и греческий министр промышленности, Николаос Мартис (крайний справа). Несмотря на «интерес», к этой разработке, она не нашла господдержки.

«Attica 200» (1963). Кажется, что машинка у себя дома в старой части греческого провинциального города.

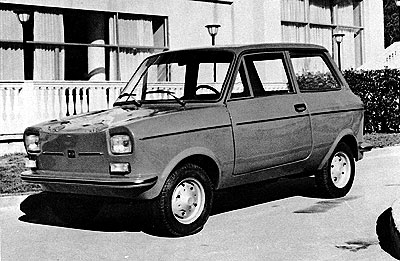
«DIM 652» (1977). Короткоживущая модель, последовавшая за «Аттикой».

Attica была брендом компании Bioplastic S.A., компании (изначально выпускающей панели из стекловолокна, затем лодки из стекловолокна) созданной в Мосхатоне Георгиосом Димитраадисом, выдающейся фигурой в греческом автопроме.
Димитриадис разработал и построил небольшой четырёхместный легковой автомобиль «Dimitriadis 505» в 1958 году с намерением выпускать его серийно. Налог на 4-колёсные автомобили в то время накладывал ограничения на рынок; таким образом он забросил этот план, вместо этого сфокусировавшись на трёхколёсниках, облагавшимся налогами, как мотоциклы в Греции. В 1962 году он начал производство лёгкого 3-колёсного легкового автомобиля по лицензии немецкого Fuldamobil под маркой «Attica» модель «200» (намного легче было для автомобилей, сертифицированных за рубежом, получить сертификат на производство в Греции). Машина имела немного отличий от оригинала, но позже были разработаны две модели кабриолетов самой фирмой «Attica». 200-кубовые двигатели (фирм ZF Sachs, Heinkel Kabine, а также двигатели, построенные самой «Attica») ставились на разные версии машины.
Модель стала очень популярной в Греции и тепло вспоминается до сих пор. Другая греческая фирма, Alta, вскоре заняла рыночную нишу этой же категории, запустив в производство похожую машину в 1968 году, которая тоже была создана на базе Fuldamobil, но была экстенсивно модифицирована, имея более современный дизайн. «Attica 200» выпускалась до 1971 года. В 1968 году Bioplastic использовал дизайн «Attica 200» для создания лёгкого трёхколёсного грузовичка «Delta» (как ни странно, задняя половина «200» стала передней половиной «Дельты»!), продаваемого с небольшим успехом.
В 1965 году «Attica» попыталась выйти на рынок 4-колёсных автомобилей, внедрив модель «Carmel 12», по лицензии израильской фирмы Autocars (которая, в свою очередь, использовала технологии британского Reliant). Назвать это производством можно было с натяжкой, так как почти все узлы импортировались. Несмотря на рекламную кампанию, автомобиль не продавался хорошо, в итоге было продано около 100 штук «Attica Carmel 12». В 1977 году Димитриадис трансформировал «Bioplastic» в новую компанию «DIM Motor», чтобы выпускать автомобили DIM — совершенно новый автомобиль, разработанный его компанией. Машина выставлялась на мотор-шоу-1977 в Женеве, но её жизнь была совсем недолгой: было продано всего несколько штук.